# Lindsay (Oklahoma)
Lindsay é uma cidade localizada no estado norte-americano de Oklahoma, no Condado de Garvin.

## Demografia
Segundo o censo norte-americano de 2000, a sua população era de 2889 habitantes.
Em 2006, foi estimada uma população de 2915, um aumento de 26 (0.9%).

## Geografia
De acordo com o United States Census Bureau tem uma área de
6,1 km², dos quais 6,1 km² cobertos por terra e 0,0 km² cobertos por água. Lindsay localiza-se a aproximadamente 324 m acima do nível do mar.

## Localidades na vizinhança
O diagrama seguinte representa as localidades num raio de 24 km ao redor de Lindsay.